# Nucli central de Masmolets
El Nucli central de Masmolets és un conjunt d'habitatges de Valls (Alt Camp) protegit com a Bé Cultural d'Interès Local.

## Descripció
Masmolets és un dels agregats de Valls, situat en un petit tossal a la dreta de la carretera N-240, a uns quatre Km de Valls. El petit agrupament de cases que forma el poble són típicament rurals i es caracteritzen per una disposició irregular, la combinació de pedra, morter i maó, així com la disposició de bigues de fusta en les llindes d'algunes obertures. Constitueixen un conjunt uniforme amb excepció de l'església que, situada en un petit tossal, sobresurt del nivell general del poble.

## Història
Masmolets és esmentat ja al segle xii. Des del segle xii formava part de la Universitat de Valls. Entre els segles XIV i XV el nom que apareix en la documentació, Mas de Mulets, fa pensar que el nucli es conformés a partir d'un mas concret. A principis del XV, Masmolets ja consistia en un petit nucli més unitari. Depèn eclesiàsticament de Fontscaldes.